# Coimedon dissimilis
Coimedon dissimilis – gatunek chrząszcza z rodziny kusakowatych i podrodziny żarlinków, jedyny z monotypowego rodzaju Coimedon. Endemit Kiusiu.

## Taksonomia
Gatunek ten opisany został po raz pierwszy w 1874 roku przez Davida Sharpa na łamach „Transactions of the Entomological Society of London”. Jako lokalizację typową wskazano Nagasaki. W 2015 roku przeniesiony został do nowego rodzaju Coimedon przez Volkera Assinga. Nazwa rodzajowa pochodzi od łacińskiego czasownika coire, oznaczającego „łączyć” i odnoszącego się do zlanych szwów gularnych, z nazwą rodzaju Medon.

## Morfologia
Chrząszcz o wydłużonym ciele długości 4,2 mm, wykazujący cechy pośrednie między rodzajami Orsunius i Acanthoglossa.
Głowa jest czarna, 1,3 raza szersza niż dłuższa, o wydatnych kątach tylnych i lekko wklęsłej krawędzi tylnej, z wierzchu pokryta ziarnistym i pępkowatym punktowaniem, od spodu zaś punktowaniem gęstym i pępkowatym, zaopatrzona w duże, wyłupiaste oczy, dość krótkie i rude czułki o członach od szóstego do dziesiątego nie dłuższych niż szerszych, poprzeczną wargę górną o przedniej krawędzi wypukłej z U-kształtnym wcięciem pośrodku, żuwaczki o dwóch zębach molarnych każda, głaszczki szczękowe o smukłych członach drugim i trzecim oraz igłowatym i zdrobniałym członie czwartym, języczek podzielony na dwa krótkie i szeroko odseparowane płatki z ledwo dostrzegalnymi sensillami u podstawy oraz zlane w tylnej części szwy gularne.
Znacznie szersze niż dłuższe, czarne przedplecze ma gruboziarniście punktowaną powierzchnię bez niepunktowanego pasma pośrodku, wydatne kąty przednie i słabo wyrażone kąty tylne. Powierzchnia pokryw również jest gęsto punktowana, a barwa czarniawa z szeroko zażółconym tylnym brzegiem. Środkiem przedpiersia oraz wyrostka śródpiersia biegnie ostry kil. Odnóża mają ciemnobrązowe uda, żółtobrązowe golenie i żółtawe stopy. Odnóża przedniej pary mają niezmodyfikowane stopy. Tylnej pary stopy zaś cechują się członem pierwszym dłuższym niż następny, ale krótszym niż dwa następne razem wzięte.
Czarny odwłok ma powierzchnię punktowaną oraz pokrytą bardzo płytką mikrorzeźbą w postaci łuseczkokształtnej siateczki. Segmenty od trzeciego do szóstego mają wciski u nasady tergitów i sternitów. Samiec ma niezmodyfikowane sternity siódmy i ósmy oraz grzbietobrzusznie przypłaszczony edeagus z zaostrzonym na szczycie wyrostkiem wentralnym.

## Ekologia i występowanie
Owad wschodniopalearktyczny, endemiczny dla japońskiej wyspy Kiusiu, znany tylko z lokalizacji typowej, gdzie jedyny znany osobnik odłowiony został w stercie odpadków. 